# Khanapur.S.P., Badami
Khanapur.S.P. là một làng thuộc tehsil Badami, huyện Bagalkot, bang Karnataka, Ấn Độ.